# Остапенко, Елена
Елена (Алёна) Остапенко (латыш. Jeļena Ostapenko; род. 8 июня 1997, Рига) — латвийская теннисистка. Победительница одного турнира Большого шлема в одиночном разряде (Открытый чемпионат Франции-2017) и одного турнира Большого шлема в парном разряде (Открытый чемпионат США-2024); финалистка двух турниров Большого шлема в парном разряде (Открытый чемпионат Австралии −2024, 2025) и одного турнира Большого шлема в смешанном парном разряде (Уимблдон-2019); победительница 20 турниров WTA (из них девять — в одиночном разряде); бывшая пятая ракетка мира в одиночном разряде и бывшая четвёртая — в парах.
Среди юниоров: победительница одного юниорского турнира Большого шлема в одиночном разряде (Уимблдон-2014); победительница Les Petits As (2011); бывшая вторая ракетка мира в юниорском рейтинге ITF (2014).

## Общая информация
Елена родом из спортивной семьи: её отец — Евгений, профессиональный футболист из Запорожья (там живёт и её бабушка), мать — Елена Яковлева — теннисистка-любительница, позже стала тренироваться в рижском теннисном клубе ENRI.
В Латвии Остапенко известна под именем Алёна: родители хотели дать ей именно это имя, но не смогли, потому что это имя не встречается в латышском календаре.
В 2017 году в Латвии была выпущена почтовая марка тиражом в 50 000 экземпляров и номиналом в €1,42 с Еленой в честь её победы на Открытом чемпионате Франции.

## Спортивная карьера

### Юниорские годы

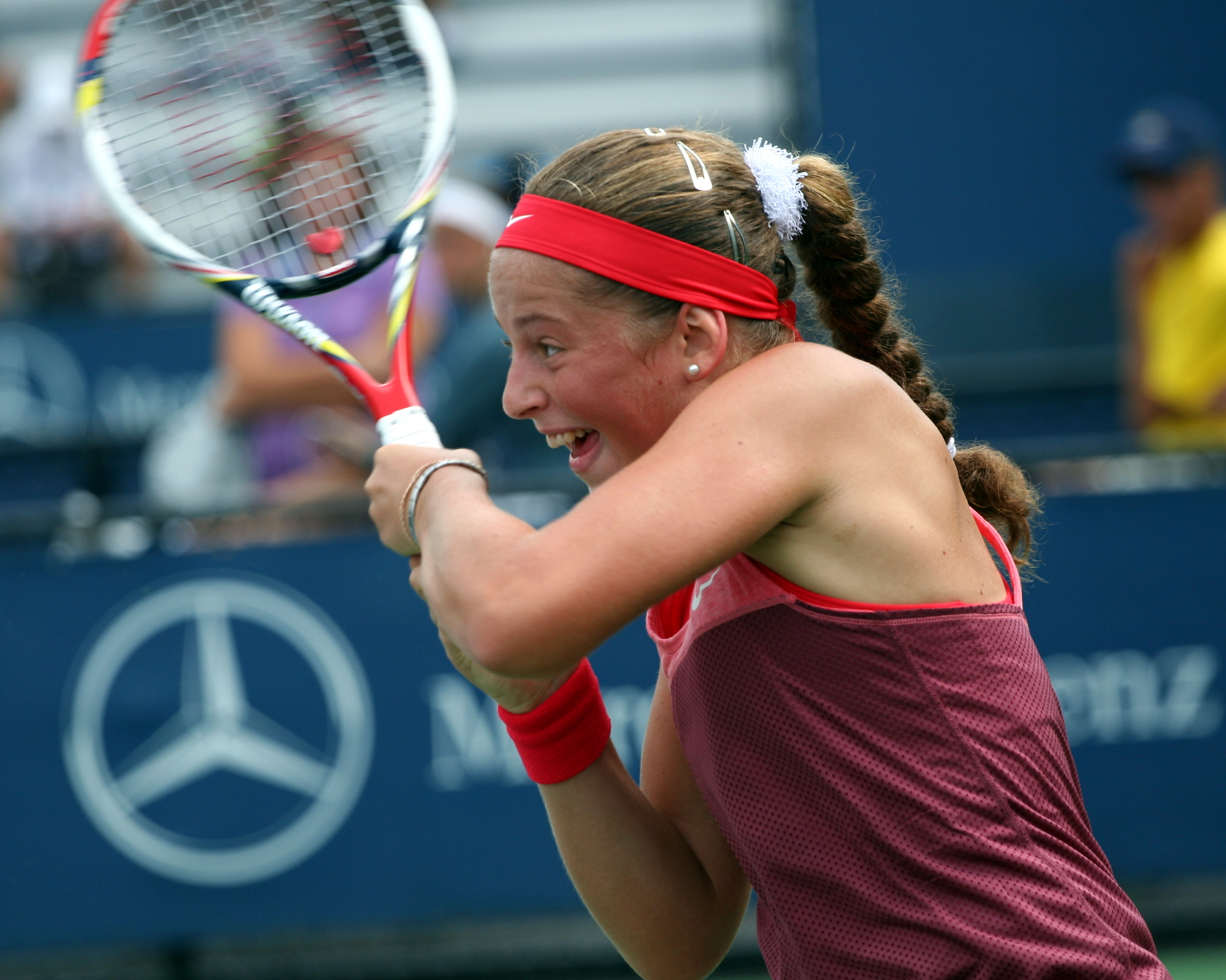
Остапенко на юниорском Открытом чемпионате США 2013 года

Уроженка Риги в теннисе с шести лет. Самое удобное покрытие — хард.
Остапенко уже с детских лет числилась одним из лидеров национального тенниса, а позже стала выдвигаться на ведущие позиции и в Европе. В 13 лет Елена выиграла престижный турнир среди сверстниц во французском Тарбе, выиграв в полуфинале у Белинды Бенчич, а за несколько месяцев до этого впервые сыграв и турнир старшей юниорской серии, сходу выиграв домашний G5 в Юрмале в одиночном разряде. Осенью 2011 года в паре с Катериной Синяковой она дошла до полуфинала турнира G1 в американском Брейдентоне, а в январе следующего года дебютировала на юниорских турнирах Большого шлема (на Открытом чемпионате Австралии). В 2013 году Остапенко впервые добралась до четвертьфинала на турнирах Большого шлема, выиграла несколько соревнований G1, а через год пробилась в топ-10 рейтинга юниоров, выиграв первый в истории латвийского женского тенниса юниорский турнир Большого шлема — на Уимблдоне. В том же году Остапенко приняла участие в теннисном турнире II юношеских Олимпийских игр, где в паре с Аквиле Паразинскайте завоевала бронзовую медаль. В августе 2014 года поднялась на высшую в своей карьере третью строчку юниорской классификации.

### Начало взрослой карьеры
Первые матчи в соревнованиях взрослого тура Остапенко провела зимой 2012 года, сыграв несколько мелких турниров из цикла ITF в Эстонии. К осени начала завоёвывать свои первые титулы в одиночном и парном разрядах — во время осенней зальной серии. Тренерский штаб сборной Латвии в 2013 году дал Остапенко возможность сыграть за взрослую команду страны. При содействии Остапенко сборная в том сезоне выиграла свою группу второго дивизиона региональной зоны турнира. В этот же период при содействии национальной федерации Остапенко впервые попробовала себя в квалификации турнира WTA в Москве. В паре в 2013 году выиграла два 25-тысячника, один из которых — в марте в Эстонии, был выигран вместе с Анетт Контавейт.
В сентябре 2014 года Остапенко дебютировала в основе турниров WTA: в Ташкенте, где, воспользовавшись специальным допуском в основу, переиграла в первом круге Шахар Пеер. Несколько недель спустя к этому результату был добавлен четвертьфинал 50-тысячника в Жуэ-ле-Тур, финал на 25-тысячнике в Польше (в одиночном разряде) и полуфинал 100-тысячника в Пуатье в паре. После небольшого межсезонья Остапенко выиграла 25-тысячник в паре, неплохо сыграла за сборную в Кубке Федерации, а затем выдала серию из трёх 50-тысячников в Швейцарии, России и Китае, где последовательно добилась полуфинала, титула и финала, а также одержала свою первую победу в матче с действующим игроком топ-100. Эта серия успехов позволила Остапенко впервые преодолеть рубеж топ-200, заняв 165-ю строчку.
В мае 2015 года Остапенко дошла до полуфинала на 100-тысячнике ITF в Трнаве, обыграв пару игроков первой сотни и уступив лишь будущей чемпионке. К лету набрала достаточный рейтинг, чтобы попробовать себя на турнирах Большого шлема, но если во Франции не прошла квалификацию, то благодаря специальному приглашению в основу Уимблдона, попав в первом круге на игрока топ-10 Карлу Суарес Наварро, Остапенко отдала ей всего пару геймов за весь матч. Остаток летнего сезона принёс двойной финал на 75-тысячнике в Соботе, а также полуфинал на парном турнире в Ванкувере, где Остапенко попробовала себя в паре с Кики Бертенс. На Открытом чемпионате США, пройдя квалификацию, пробилась во второй раунд, где проиграла 16-й ракетке мира Саре Эррани. На турнире WTA в Квебеке Остапенко добралась до своего первого финала на соревнованиях WTA, воспользовавшись стартовой победой над Моной Бартель. Далее она выиграла ещё три матча и лишь в финале проиграла Аннике Бек. Эти успехи позволили Остапенко к концу сентября впервые войти в топ-100 мирового рейтинга.

### 2016—2017 (триумф на Ролан Гаррос и попадание в топ-10)

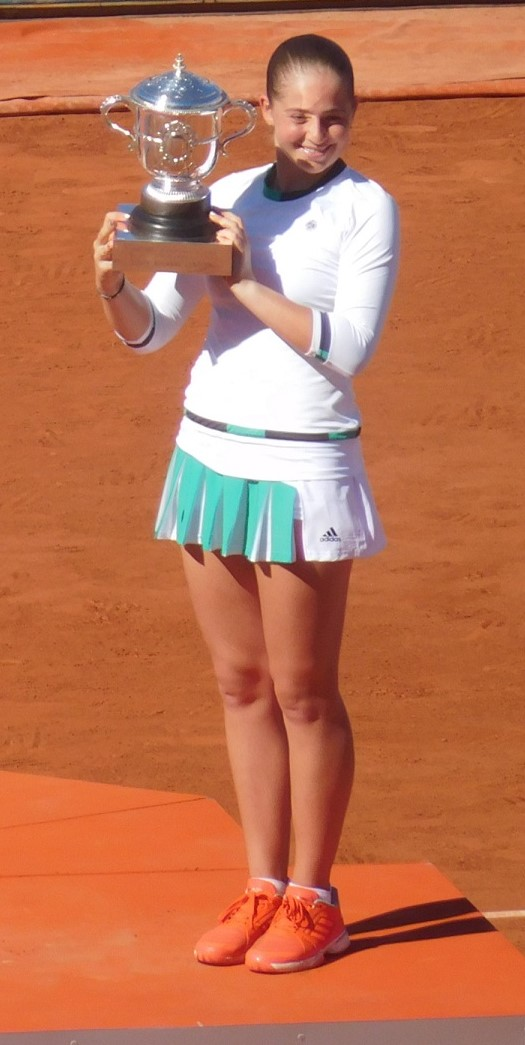
Остапенко после победы на «Ролан Гаррос» 2017 года

В 2016 году Остапенко улучшила результаты и закрепилась в основном туре WTA. В феврале она вышла в финал турнира серии Премьер 5 в Дохе. Пройдя в первых раундах Зарину Дияс и Светлану Кузнецову, Остапенко в третьем раунде попала на № 8 в мире Петру Квитову и обыграла её со счётом 5:7, 6:2, 6:1. В 1/4 финала прошла Чжэн Сайсай, а в 1/2 победила на отказе Андрею Петкович. В решающем матче Остапенко проиграла Карле Суарес Наварро 6:1, 4:6, 4:6. После выступления в Дохе Остапенко вошла в топ-50 одиночного рейтинга. В апреле на грунтовом турнире Катовице она вышла в полуфинал, а в июне на турнире в Бирмингеме в четвертьфинал. На Уимблдонском турнире Остапенко в миксте в дуэте с Оливером Марахом дошла до полуфинала. В августе 2016 года Остапенко сыграла в четвертьфинале турнира во Флорианополисе, а на Олимпийских играх в Рио-де-Жанейро проиграла в первом же раунде Саманте Стосур.
В январе 2017 года Остапенко сыграла в полуфинале турнира в Окленде. На Открытом чемпионате Австралии она впервые прошла в третий раунд Большого шлема в одиночном разряде. В начале февраля она выиграла первый приз в WTA-туре, победив в парном разряде турнира в Санкт-Петербурге в альянсе с Алицией Росольской. На турнире в Акапулько её результатом стал выход в четвертьфинал. В апреле Остапенко на Премьер-турнире в Чарлстоне вышла в финал, в уступила россиянке Дарье Касаткиной (3:6, 1:6). На следующем для себя турнире серии Премьер в Штутгарте Остапенко выиграла парный кубок совместно с американкой Ракель Атаво. В начале вышла в полуфинал в одиночном разряде турнира в Праге.
В июне 2017 года Остапенко сенсационно выступила на Открытом чемпионате Франции, где выиграла первый в карьере титул Большого шлема. По ходу турнира она обыграла в 1/4 финала 12-ю ракетку мира, датчанку Каролин Возняцки. 8 июня 2017 года, в свой 20-й день рождения, Елена Остапенко вышла в финал, победив в полуфинале Тимеа Бачински из Швейцарии, у которой был тоже день рождения. В финале Остапенко победила одну из фавориток Симону Халеп. Она стала первой представительницей Латвии, которой удалось выйти в финал Большого шлема и победить в нём в одиночном разряде. В 4 из 7 своих матчей на турнире Остапенко проигрывала первый сет. Также Остапенко стала первой несеянной теннисисткой в финале «Ролан Гаррос» с 1983 года и первой из них с 1933 года, кому удалось победить. Также Остапенко стала первой со времен Густаво Куэртена, у кого первый одиночный титул в основном туре состоялся сразу на Большом шлеме. По совпадению Куэртен сделал это достижение 8 июня 1997 года также на кортах «Ролан Гаррос» в день, когда Остапенко родилась. Благодаря победе в Париже, Остапенко с 47-го места рейтинга поднялась на 12-ю позицию.
| Стадия  | Соперница (посев)      | Рейтинг | Счёт           |
| 1 раунд | Луиза Чирико           | 128     | 4-6 6-3 6-2    |
| 2 раунд | Моника Пуиг            | 41      | 6-3 6-2        |
| 3 раунд | Леся Цуренко           | 42      | 6-1 6-4        |
| 4 раунд | Саманта Стосур (23)    | 22      | 2-6 6-2 6-4    |
| 1/4     | Каролина Возняцки (11) | 12      | 4-6 6-2 6-2    |
| 1/2     | Тимея Бачински (30)    | 31      | 7-6(4) 3-6 6-3 |
| Финал   | Симона Халеп (3)       | 4       | 4-6 6-4 6-3    |

На Уимблдоне 2017 года Остапенко прошла в четвертьфинал, обыграв в четвёртом раунде пятую ракетку мира Элину Свитолину 6:3, 7:6(6). На Открытом чемпионате США она дошла до третьего раунда, но сумела после турнира впервые подняться в топ-10 мирового рейтинга. В сентябре она выиграла второй в карьере одиночный титул WTA на небольшом турнире в Сеуле. В финале победила Беатрис Хаддад Майю из Бразилии со счётом 6:7(5), 6:1, 6:4. На турнире серии Премьер 5 в Ухане на стадии 1/4 финала Остапенко одержала первую победу над действующей № 1 в мире, которой была Гарбинье Мугуруса (1:6, 6:3, 6:2). На турнире высшей категории Премьер в Пекине Остапенко также смогла выйти в полуфинал и, поднявшись на 7-е место в рейтинге, обеспечила себе участие на Итоговом турнире. В своей группе она выиграла у Каролины Плишковой, но проиграла два матча Винус Уильямс и Гарбинье Мугурусе и не прошла в плей-офф. По итогам сезона Остапенко сохранила за собой 7-ю строчку рейтинга и получила награду WTA за лучший «Прогресс года».

### 2018—2019 (попадание в топ-5 и финал Уимблдона в миксте)

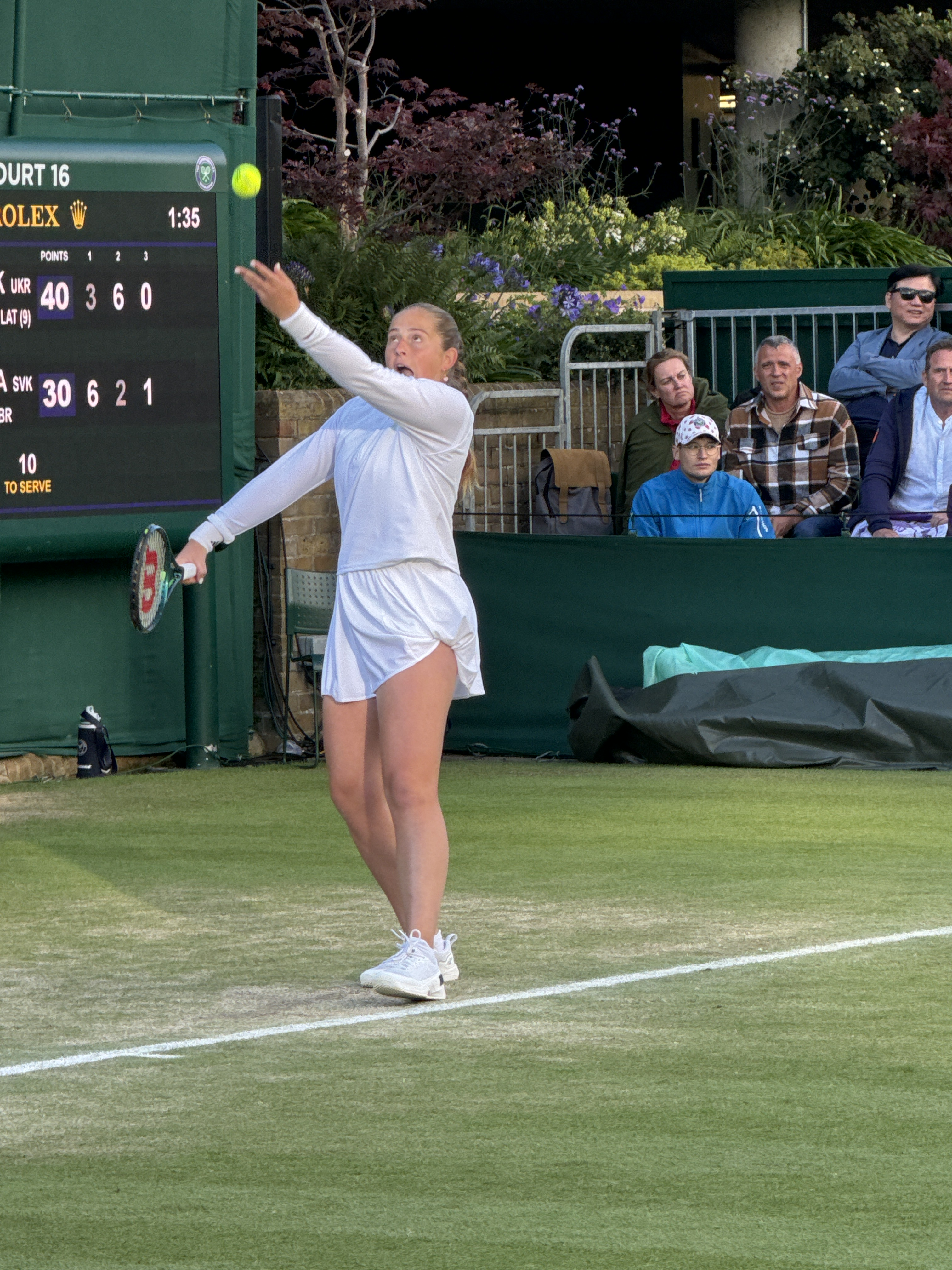
Остапенко на Уимблдоне 2024 года

На Открытом чемпионате Австралии Елена Остапенко, 7-я сеянная, не смогла пройти дальше третьего круга, уступив дорогу эстонской теннисистке Анетт Контавейт. В начале февраля на турнире за трофей Санкт-Петербурга в четвертьфинале уступила Петре Квитовой. Затем завоевала парный трофей на Премьер-турнире в Дохе в партнёрстве с Габриэлой Дабровски. В марте Остапенко достигла наивысшей для себя позиции в рейтинге, поднявшись на 5-ю строчку. На престижном турнире в Майами Остапенко смогла дойти до финала, где уступила американке Слоан Стивенс со счётом 6:7(5), 1:6.
Весной 2018 года в грунтовой части сезона Остапенко дважды доходила до четвертьфинала, на турнирах в Штутгарте и Риме. На Открытом чемпионате Франции вылетела в первом же раунде, уступив теннисистке из Украины Катерине Козловой со счётом 5:7, 3:6. На турнире серии WTA в Истборне играла уже в статусе игрока не из первой десятки рейтинга и в четвертьфинале уступила польке Агнешке Радванской 2:6, 5:7. На Уимблдоне Остапенко были обыграны британская теннисистка Кэти Данн, бельгийка Кирстен Флипкенс и российская спортсменка Виталия Дьяченко. В четвёртом раунде Остапенко победила в двух сетах (7:6(4), 6:0) Александру Соснович из Беларуси. Четвертьфинал против Цибулковой из Словакии окончился в двух сетах со счётом 7:5, 6:4. В финал Остапенко не пустила чемпионка того розыгрыша немка Анжелика Кербер (3:6, 3:6). На Открытом чемпионате США она в третьем раунде проиграла Марии Шараповой. Осеннюю часть Остапенко сыграла неважно и завершила сезон на 22-м месте в рейтинге.
В апреле 2019 года Остапенко вместе с канадкой Габриэлой Дабровски принимала участие на турнире в Штутгарте, где они дошли до полуфинала, но проиграли паре Мона Бартель и Анна-Лена Фридзам. В мае на Открытом чемпионате Франции Остапенко вновь, как и в 2018 году, выбыла из турнира в первом круге, уступив представительнице Беларуси Виктории Азаренко со счётом 4:6, 6:7(4). В парном разряде совместно с Людмилой Киченок Остапенко смогла попасть в четвертьфинал. На турнире в Бирмингеме Остапенко впервые в сезоне достигла четвертьфинала в одиночном разряде, где уступила хорватской теннисистке Петре Мартич. На турнире WTA в Истборне Остапенко были обыграны румынка Михаэла Бузарнеску (6:4, 6:4) и № 9 в мире Слоан Стивенс (1:6, 6:0, 6:3), после чего Остапенко встречалась в 1/8 финала с россиянкой Екатериной Александровой, где при счёте 3:6, 1:2 отказалась от продолжения борьбы. На Уимблдоне-2019 Остапенко вылетела в первом круге одиночных соревнований на третьем подряд турнире Большого шлема. В миксте она смогла выйти в финал, сыграв в одной команде со шведом Робертом Линдстедтом. В титульном матче их дуэт проиграл паре Латиша Чан и Иван Додиг — 2:6, 3:6.
В июле на домашнем турнире в Юрмале Остапенко в партнёрстве с Галиной Воскобоевой дошла до финала. На Открытом чемпионате США она проиграла в третьем раунде американке Кристи Ан в двух сетах, а в парном разряде с Людмилой Киченок достигла четвертьфинала. На Премьер турнире в Пекине в первом раунде Остапенко обыграла вторую ракетку мира Каролину Плишкову (7:5, 3:6, 7:5), но в следующем раунде проиграла. Зато в парном разряде Остапенко вышла в финал совместно с украинской теннисисткой Даяной Ястремской, где их обыграли София Кенин и Бетани Маттек-Сандс. В октябре Остапенко сначала смогла выйти в финал зального турнира в Линце, где проиграла Кори Гауфф со счётом 3:6, 6:1, 2:6. После этого она вновь вышла в финал на турнире в Люксембурге, где на этот раз взяла титул, обыграв немецкую теннисистку Юлию Гёргес — 6:4, 6:1. Сезон 2019 года Остапенко завершила на 44-м месте в одиночках и 22-м в парах.

### 2020—2021
На Открытом чемпионате Австралии 2020 года Остапенко выбыла во втором раунде, а в парном разряде с Габриэлой Дабровски доиграла до четвертьфинала. В феврале она выступила в составе сборной Латвии в квалификационном раунде Кубка Федерации против команды США. Латвийцы остались в шаге от победы, Остапенко смогла обыграть № 7 в мире Софию Кенин (6:3, 2:6, 6:2), но проиграла Серене Уильямс (6:7(4), 6:7(3)). Решающий парный матч Остапенко и её партнёрша Анастасия Севастова проиграли Софии Кенин и Бетани Маттек-Сандс, и Латвия проиграла с общим счётом 2-3. В марте на турнире Премьер 5 в Дохе Остапенко доиграла до третьего раунда в одиночках и до финала в парах (в дуэте с Дабровски).
После паузы в сезоне она вернулась на корт в сентябре, на подготовительные турниры к перенесенному на осень Ролан Гаррос. На турнире в Страсбурге вышла в четвертьфинал, обыграв на отказе № 8 в мире Кики Бертенс. На Открытом чемпионате Франции Остапенко во втором раунде победила Каролину Плишкову, однако в третьем уступила Пауле Бадосе из Испании.
Открытый чемпионат Австралии 2021 года завершился в одиночном разряде поражением в первом раунде от Каролины Муховой. В марте на турнире в Дохе удалось выйти в парный финал совместно с Моникой Никулеску из Румынии. В мае она доиграла до четвертьфинала на турнире WTA 1000 в Риме, но затем на Ролан Гаррос проиграла в первом же раунде Софие Кенин.
В июне на траве в Истборне Остапенко завоевала первый титул с 2019 года. На пути к победе она обыграла Павлюченкову, Жабёр, Касаткину, Рыбакину и в финале Анетт Контавейт. На Уимблдоне она вышла в третий раунд, где проиграла Айле Томлянович. Летом она сыграла на Олимпийских играх в Токио, но проиграла в первом же раунде в одиночном и парном разрядах. В сентябре Остапенко вышла в финал турнира в Люксембурге, где в трёх сетах уступила Кларе Таусон. В октябре на крупном турнире в Индиан-Уэлсе Остапенко вышла в полуфинал, а в четвёртом раунде обыграла № 4 в мире Игу Свёнтек. На последнем для себя в сезоне турнире в Москве она взяла парный титул в команде с Катериной Синяковой.

### 2022—2023
На Открытом чемпионате Австралии 2022 года Остапенко в третьем раунде уступила Барборе Крейчиковой. В феврале на зальном турнире в Санкт-Петербурге она доиграла до полуфинала. Затем она удачно сыграла на турнире в Дубае, где взяла титул, переиграв в финале Веронику Кудерметова — 6-0, 6-4. До финала она смогла обыграть разных чемпионок турниров Большого шлема: Кенин, Свёнтек, Квитову и Халеп. Также она смогла в Дубае доиграть до парного финала в партнёрстве с Людмилой Киченок. На турнире WTA 1000 в Дохе Остапенко выиграла у двух теннисисток из топ-10: в третьем раунде у № 3 в мире Барборы Крейчиковой (6-3,6-2) и в 1/4 финала у № 9 Гарбиньи Мугурусы (6-2, 6-2). Эти результаты позволили подняться на 12-е место одиночного рейтинга. На Открытом чемпионате Франции в парном разряде Киченок и Остапенко остановились в шаге от выхода в финал, проиграв в 1/2 дуэту Каролин Гарсия и Кристина Младенович.
В июне Киченок и Остапенко взяли парный приз турнира в Бирмингеме. На турнире в Истборне они прошли в финал, но снялись с него, а в одиночном разряде Остапенко также смогла выйти в решающем матч, в котором проиграла Петре Квитовой (3-6, 2-6). На Уимблдонском турнире ей удалось выйти в четвёртый раунд, а в парном разряде с Людмилой Киченок добралась до полуфинала. В августе на турнире крупной серии WTA 1000 в Цинциннати Киченок и Остапенко выиграли титул, победив в финале Николь Мелихар-Мартинес и Эллен Перес, что позволило латвийской теннисистке войти в топ-10 парного рейтинга. В сентябре она вышла в одиночный финал турнира в Сеуле, в котором проиграла россиянке Екатериной Александровой. В концовке сезона, благодаря высокому рейтингу, сыграла на Итоговом турнире WTA, где в команде с Людмилой Киченок вышла в полуфинал. Сезон Остапенко завершила в топ-20 обоих рейтингов.
В 2023 году на Открытом чемпионате Австралии Остапенко одолела Даяну Ястремскую, Ану Бондар из Венгрии, украинку Катерину Байндль и в четвёртом круге в двух сетах № 7 в мире Кори Гауфф, пройдя по итогу в четвертьфинал, в котором уступила Елене Рыбакиной. В феврале совместно с Киченок вышла в парный финал турнира в Дохе. В грунтовом отрезке сезона Остапенко достигла лучшего результата в мае на турнире в Риме, где смогла сыграть в полуфинале. В июне на траве в Бирмингеме она смогла выиграть единственный в сезоне титул, обыграв в финале Барбору Крейчикову со счётом 7-6, 6-4. В Истборне она вышла в четвертьфинал, а на Уимблдоне, как и на Ролан Гаррос выбыла во втором раунде.
На Открытом чемпионате США 2023 года Остапенко в четвёртом раунде во второй раз в карьере обыграла действующую первую ракетку мира — на это раз Игу Свёнтек (3-6, 6-3, 6-1). Пройдя в четвертьфинал, она проиграла итоговой чемпионке этого турнира Кори Гауфф. В осенней части сезона Остапенко отметилась одним выходом в 1/4 финала на турнире в Пекине. Находясь во втором десятке рейтинга она получила право сыграть на младшем итоговом турнире — Трофей элиты WTA, но не смогла преодолеть групповой этап.

### 2024—2025 (титул Большого шлема в парах)
На первом для себя в 2024 году турнире в Брисбене Остапенко доиграла до четвертьфинала в одиночках, а в парном разряде взяла титул в альянсе с Людмилой Киченок. На следующем турнире в Аделаиде Остапенко смогла выиграть и в одиночном разряде. В финальном матче она обыграла Дарью Касаткину (6-3, 6-2). На Открытом чемпионате Австралии она проиграла в третьем раунде Виктории Азаренко, зато в парном разряде в партнёрстве с Людмилой Киченок добралась до финала. В четвертьфинале они обыграли именитую пару Каролин Гарсия и Кристина Младенович (7-6, 6-4), а в полуфинале чемпионок предыдущего Большого шлема в США — Габриэлу Дабровски и Эрин Рутлифф (7-5, 7-5). В решающем матче Киченок и Остапенко уступили Элизе Мертенс и Се Шувэй со счётом 1-6, 5-7. После выступления в Австралии Остапенко смогла выиграть титул в одиночном разряде на зальном турнире в Линце, нанеся поражение в финале Екатерине Александровой — 6-2, 6-3. В мае она вышла в 1/4 финала на грунте в Риме.
В июне на траве в Истборне совместно с Киченок был добыт парный титул. На Уимблдонском турнир удалось выйти в четвертьфинал, как в одиночном, так и в парном разрядах. На Олимпиаде в Париже Остапенко проиграла в первом же раунде Камиле Осорио из Колумбии. На Открытом чемпионе США удалось добиться успеха в парном разряде. С Киченок, не проиграв по ходу турнира ни одного сета, был завоеван первый титул Большого шлема в парах. После этого триумфа Остапенко поднялась на шестое место в парном рейтинга.
| Стадия  | Соперницы (посев)                       | Рейтинг   | Счёт       |
| 1 раунд | Джессика Фейлья Джесси Эни              | 254 / 138 | 6-3 6-3    |
| 2 раунд | Макото Ниномия Цзян Синьюй              | 50 / 41   | 6-3 6-3    |
| 3 раунд | Лаура Зигемунд Беатрис Хаддад Майя (12) | 6 / 53    | 6-3 7-6(5) |
| 1/4     | Анна Данилина Ирина Хромачёва (10)      | 48 / 40   | 7-6(2) 6-4 |
| 1/2     | Вероника Кудерметова Чжань Хаоцин (10)  | 30 / 24   | 6-1 6-2    |
| Финал   | Кристина Младенович Чжан Шуай           | 44 / 62   | 6-4 6-3    |

В концовке 2024 года Людмила Киченок и Елена Остапенко сыграли на Итоговом турнире, но проиграли все три матча в группе. Сезон Остапенко завершила в топ-20 одиночного рейтинга и в топ-10 в парном.

## Итоговое место в рейтинге WTA по годам
| Год  | Одиночный рейтинг | Парный рейтинг |
| 2024 | 15                | 6              |
| 2023 | 13                | 36             |
| 2022 | 18                | 14             |
| 2021 | 28                | 23             |
| 2020 | 44                | 19             |
| 2019 | 44                | 22             |
| 2018 | 22                | 38             |
| 2017 | 7                 | 42             |
| 2016 | 44                | 101            |
| 2015 | 79                | 152            |
| 2014 | 308               | 452            |
| 2013 | 672               | 409            |
| 2012 | 892               | 934            |

## Выступления на турнирах

### Финалы турниров Большого шлема в одиночном разряде (1)

#### Победа (1)
| №  | Год  | Турнир                     | Покрытие | Соперница в финале | Счёт        |
| 1. | 2017 | Открытый чемпионат Франции | Грунт    | Симона Халеп       | 4-6 6-4 6-3 |

### Финалы турнировWTAв одиночном разряде (18)

#### Победы (9)
| Легенда:                                   |
| ------------------------------------------ |
| Турниры Большого шлема (1+1)               |
| Олимпиада (0)                              |
| Итоговый турнир WTA (0)                    |
| Premier Mandatory / WTA 1000 Mandatory (0) |
| Premier 5 / WTA 1000 (0+2)                 |
| Premier / WTA 500 (5+8)                    |
| International / WTA 250 (3)                |

| Титулы по покрытиям | Титулы по месту проведения матчей турнира |
| ------------------- | ----------------------------------------- |
| Хард (5+7)          | Зал (3+3)                                 |
| Грунт (2+2)         | Зал (3+3)                                 |
| Трава (2+2)         | Открытый воздух (6+8)                     |
| Ковёр (0)           | Открытый воздух (6+8)                     |

| №  | Дата             | Турнир                     | Покрытие    | Соперница в финале     | Счёт           |
| 1. | 10 июня 2017     | Открытый чемпионат Франции | Грунт       | Симона Халеп           | 4-6 6-4 6-3    |
| 2. | 24 сентября 2017 | Сеул, Южная Корея          | Хард        | Беатрис Хаддад Майя    | 6-7(5) 6-1 6-4 |
| 3. | 20 октября 2019  | Люксембург                 | Хард (зал)  | Юлия Гёргес            | 6-4 6-1        |
| 4. | 26 июня 2021     | Истборн, Великобритания    | Трава       | Анетт Контавейт        | 6-3 6-3        |
| 5. | 19 февраля 2022  | Дубай, ОАЭ                 | Хард        | Вероника Кудерметова   | 6-0 6-4        |
| 6. | 25 июня 2023     | Бирмингем, Великобритания  | Трава       | Барбора Крейчикова     | 7-6(8) 6-4     |
| 7. | 13 января 2024   | Аделаида, Австралия        | Хард        | Дарья Касаткина        | 6-3 6-2        |
| 8. | 4 февраля 2024   | Линц, Австрия              | Хард (зал)  | Екатерина Александрова | 6-2 6-3        |
| 9. | 21 апреля 2025   | Штутгарт, Германия         | Грунт (зал) | Арина Соболенко        | 6-4 6-1        |

#### Поражения (9)
| №  | Дата             | Турнир                  | Покрытие    | Соперница в финале     | Счёт        |
| 1. | 20 сентября 2015 | Квебек, Канада          | Ковёр (зал) | Анника Бек             | 2-6 2-6     |
| 2. | 27 февраля 2016  | Доха, Катар             | Хард        | Карла Суарес Наварро   | 6-1 4-6 4-6 |
| 3. | 9 апреля 2017    | Чарлстон, США           | Грунт       | Дарья Касаткина        | 3-6 1-6     |
| 4. | 31 марта 2018    | Майами, США             | Хард        | Слоан Стивенс          | 6-7(5) 1-6  |
| 5. | 13 октября 2019  | Линц, Австрия           | Хард (зал)  | Кори Гауфф             | 3-6 6-1 2-6 |
| 6. | 19 сентября 2021 | Люксембург              | Хард (зал)  | Клара Таусон           | 3-6 6-4 4-6 |
| 7. | 25 июня 2022     | Истборн, Великобритания | Трава       | Петра Квитова          | 3-6 2-6     |
| 8. | 25 сентября 2022 | Сеул, Южная Корея       | Хард        | Екатерина Александрова | 6-7(4) 0-6  |
| 9. | 15 февраля 2025  | Доха, Катар (2)         | Хард        | Аманда Анисимова       | 4-6 3-6     |

### Финалы турнировITFв одиночном разряде (10)

#### Победы (7)
| Легенда:         |
| ---------------- |
| 100.000 USD (0)  |
| 75.000 USD (0)   |
| 50.000 USD (1)   |
| 25.000 USD (0+3) |
| 10.000 USD (6+5) |

| Титулы по покрытиям | Титулы по месту проведения матчей турнира |
| ------------------- | ----------------------------------------- |
| Хард (3+4)          | Зал (4+5)                                 |
| Грунт (3+2)         | Зал (4+5)                                 |
| Трава (0)           | Открытый воздух (3+3)                     |
| Ковёр (1+2)         | Открытый воздух (3+3)                     |

| №  | Дата            | Турнир                  | Покрытие    | Соперница в финале    | Счёт           |
| 1. | 4 ноября 2012   | Стокгольм, Швеция       | Хард (зал)  | Эллен Альгурин        | 6-1 6-3        |
| 2. | 23 февраля 2013 | Хельсингборг, Швеция    | Ковёр (зал) | Эллен Альгурин        | 6-2 7-6(3)     |
| 3. | 17 ноября 2013  | Хельсинки, Финляндия    | Хард (зал)  | Сусанна Селик         | 7-5 4-6 7-5    |
| 4. | 13 апреля 2014  | Пула, Италия            | Грунт       | Жад Суврейн           | 7-6(4) 6-1     |
| 5. | 27 апреля 2014  | Пула, Италия            | Грунт       | Ивонн Кавалье Реймерс | 6-2 7-5        |
| 6. | 4 мая 2014      | Пула, Италия            | Грунт       | Аличе Балдуччи        | 4-6 7-6(1) 6-3 |
| 7. | 1 марта 2015    | Санкт-Петербург, Россия | Хард (зал)  | Патричия Мария Циг    | 3-6 7-5 6-2    |

#### Поражения (3)
| №  | Дата           | Турнир           | Покрытие    | Соперница в финале  | Счёт        |
| 1. | 23 ноября 2014 | Завада, Польша   | Ковёр (зал) | Осеан Додан         | 5-7 4-6     |
| 2. | 28 марта 2015  | Цюаньчжоу, Китай | Хард        | Елизавета Куличкова | 1-6 7-5 5-7 |
| 3. | 2 августа 2015 | Собота, Польша   | Грунт       | Петра Цетковская    | 6-3 5-7 2-6 |

### Финалы турниров Большого шлема в парном разряде (4)

#### Победа (1)
| №  | Год  | Турнир                 | Покрытие | Партнёрша       | Соперницы в финале            | Счёт    |
| 1. | 2024 | Открытый чемпионат США | Хард     | Людмила Киченок | Кристина Младенович Чжан Шуай | 6-4 6-3 |

#### Поражения (3)
| №  | Год  | Турнир                           | Покрытие | Партнёрша       | Соперницы в финале                 | Счёт           |
| 1. | 2024 | Открытый чемпионат Австралии     | Хард     | Людмила Киченок | Элизе Мертенс Се Шувэй             | 1-6 5-7        |
| 2. | 2025 | Открытый чемпионат Австралии (2) | Хард     | Се Шувэй        | Катерина Синякова Тейлор Таунсенд  | 2-6 7-6(4) 3-6 |
| 3. | 2025 | Уимблдон                         | Трава    | Се Шувэй        | Вероника Кудерметова Элизе Мертенс | 6-3 2-6 4-6    |

### Финалы турнировWTAв парном разряде (22)

#### Победы (11)
| №   | Дата            | Турнир                    | Покрытие    | Партнёрша          | Соперницы в финале                       | Счёт              |
| 1.  | 5 февраля 2017  | Санкт-Петербург, Россия   | Хард (зал)  | Алиция Росольская  | Ксения Кнолль Дарья Юрак                 | 3-6 6-2 [10-5]    |
| 2.  | 30 апреля 2017  | Штутгарт, Германия        | Грунт (зал) | Ракель Атаво       | Абигейл Спирс Катарина Среботник         | 6-4 6-4           |
| 3.  | 18 февраля 2018 | Доха, Катар               | Хард        | Габриэла Дабровски | Андрея Клепач Мария Хосе Мартинес Санчес | 6-3 6-3           |
| 4.  | 23 октября 2021 | Москва, Россия            | Хард (зал)  | Катерина Синякова  | Надежда Киченок Йоана Ралука Олару       | 6-2 4-6 [10-8]    |
| 5.  | 19 июня 2022    | Бирмингем, Великобритания | Трава       | Людмила Киченок    | Элизе Мертенс Чжан Шуай                  | Без игры          |
| 6.  | 20 августа 2022 | Цинциннати, США           | Хард        | Людмила Киченок    | Николь Мелихар-Мартинес Эллен Перес      | 7-6(5) 6-3        |
| 7.  | 6 января 2024   | Брисбен, Австралия        | Хард        | Людмила Киченок    | Грет Миннен Хезер Уотсон                 | 7-5 6-2           |
| 8.  | 29 июня 2024    | Истборн, Великобритания   | Трава       | Людмила Киченок    | Габриэла Дабровски Эрин Рутлифф          | 5-7 7-6(2) [10-8] |
| 9.  | 6 сентября 2024 | Открытый чемпионат США    | Хард        | Людмила Киченок    | Кристина Младенович Чжан Шуай            | 6-4 6-3           |
| 10. | 8 февраля 2025  | Абу-Даби, ОАЭ             | Хард        | Эллен Перес        | Кристина Младенович Чжан Шуай            | 6-2 6-1           |
| 11. | 6 апреля 2025   | Чарлстон, США             | Грунт       | Эрин Рутлифф       | Кэролайн Доулхайд Дезире Кравчик         | 6-4 6-2           |

#### Поражения (11)
| №   | Дата            | Турнир                           | Покрытие | Партнёрша          | Соперницы в финале                 | Счёт              |
| 1.  | 28 июля 2019    | Юрмала, Латвия                   | Грунт    | Галина Воскобоева  | Нина Стоянович Шэрон Фичмен        | 6-2 6-7(1) [6-10] |
| 2.  | 6 октября 2019  | Пекин, Китай                     | Хард     | Даяна Ястремская   | София Кенин Бетани Маттек-Сандс    | 3-6 7-6(5) [7-10] |
| 3.  | 28 февраля 2020 | Доха, Катар                      | Хард     | Габриэла Дабровски | Се Шувэй Барбора Стрыцова          | 2-6 7-5 [2-10]    |
| 4.  | 5 марта 2021    | Доха, Катар (2)                  | Хард     | Моника Никулеску   | Николь Мелихар Деми Схюрс          | 2-6 6-2 [8-10]    |
| 5.  | 19 февраля 2022 | Дубай, ОАЭ                       | Хард     | Людмила Киченок    | Вероника Кудерметова Элизе Мертенс | 1-6 3-6           |
| 6.  | 25 июня 2022    | Истборн, Великобритания          | Трава    | Людмила Киченок    | Александра Крунич Магда Линетт     | Без игры          |
| 7.  | 17 февраля 2023 | Доха, Катар (3)                  | Хард     | Людмила Киченок    | Кори Гауфф Джессика Пегула         | 4-6 6-2 [7-10]    |
| 8.  | 28 января 2024  | Открытый чемпионат Австралии     | Хард     | Людмила Киченок    | Элизе Мертенс Се Шувэй             | 1-6 5-7           |
| 9.  | 26 января 2025  | Открытый чемпионат Австралии (2) | Хард     | Се Шувэй           | Катерина Синякова Тейлор Таунсенд  | 2-6 7-6(4) 3-6    |
| 10. | 22 февраля 2025 | Дубай, ОАЭ (2)                   | Хард     | Се Шувэй           | Катерина Синякова Тейлор Таунсенд  | 6-7(5) 4-6        |
| 11. | 13 июля 2025    | Уимблдон                         | Трава    | Се Шувэй           | Вероника Кудерметова Элизе Мертенс | 6-3 2-6 4-6       |

### Финалы турнировITFв парном разряде (9)

#### Победы (8)
| №  | Дата            | Турнир                   | Покрытие    | Партнёрша          | Соперницы в финале                     | Счёт              |
| 1. | 28 октября 2012 | Стокгольм, Швеция        | Хард (зал)  | Доника Башота      | Мария Мох Ева Пальма                   | 7-6(4) 6-1        |
| 2. | 23 февраля 2013 | Хельсингборг, Швеция     | Ковёр (зал) | Эллен Альгурин     | Лисанна ван Рит Корнелия Листер        | 6-2 6-7(4) [10-7] |
| 3. | 30 марта 2013   | Таллин, Эстония          | Хард (зал)  | Анетт Контавейт    | Людмила Киченок Надежда Киченок        | 2-6 7-5 [10-0]    |
| 4. | 21 июля 2013    | Имола, Италия            | Ковёр       | Людмила Киченок    | Катарина Ленерт Аличе Маттеуччи        | 6-4 3-6 [10-3]    |
| 5. | 17 ноября 2013  | Хельсинки, Финляндия     | Хард (зал)  | Ева Пальма         | Кверина Лемойне Мартина Прадова        | 6-2 5-7 [11-9]    |
| 6. | 13 апреля 2014  | Пула, Италия             | Грунт       | Мана Аюкава        | Аличе Балдуччи Диана Бузян             | 7-5 3-6 [10-5]    |
| 7. | 27 апреля 2014  | Пула, Италия             | Грунт       | Розали ван дер Хук | Ивонн Кавалье Реймерс Ольга Саес Ларра | 6-1 2-6 [10-6]    |
| 8. | 1 февраля 2015  | Андрезье-Бутеон, Франция | Хард (зал)  | Джоя Барбьери      | Ана Врлич Лесли Керкхове               | 2-6 7-6(4) [10-3] |

#### Поражения (1)
| №  | Дата           | Турнир         | Покрытие | Партнёрша       | Соперницы в финале           | Счёт       |
| 1. | 2 августа 2015 | Собота, Польша | Грунт    | Корнелия Листер | Кики Бертенс Ришел Хогенкамп | 6-7(2) 4-6 |

### Финалы турниров Большого шлема в смешанном парном разряде (1)

#### Поражения (1)
| №  | Год  | Турнир   | Покрытие | Партнёр          | Соперники в финале      | Счёт    |
| 1. | 2019 | Уимблдон | Трава    | Роберт Линдстедт | Чжань Юнжань Иван Додиг | 2-6 3-6 |

## История выступлений на турнирах
По состоянию на 14 июля 2025 года
Для того, чтобы предотвратить неразбериху и удваивание счета, информация в этой таблице корректируется только по окончании участия там данного игрока.
| Турнир                       | 2015          | 2016          | 2017          | 2018          | 2019          | 2020          | 2021          | 2022          | 2023          | 2024  | 2025  | Итог   | В/П за карьеру |
| ---------------------------- | ------------- | ------------- | ------------- | ------------- | ------------- | ------------- | ------------- | ------------- | ------------- | ----- | ----- | ------ | -------------- |
| Турниры Большого шлема       |               |               |               |               |               |               |               |               |               |       |       |        |                |
| Открытый чемпионат Австралии | -             | 1Р            | 3Р            | 3Р            | 1Р            | 2Р            | 1Р            | 3Р            | 1/4           | 3Р    | 1Р    | 0 / 10 | 13-10          |
| Открытый чемпионат Франции   | К             | 1Р            | П             | 1Р            | 1Р            | 3Р            | 1Р            | 2Р            | 2Р            | 2Р    | 3Р    | 1 / 10 | 14-9           |
| Уимблдонский турнир          | 2Р            | 1Р            | 1/4           | 1/2           | 1Р            | НП            | 3Р            | 4Р            | 2Р            | 1/4   | 1Р    | 0 / 10 | 20-10          |
| Открытый чемпионат США       | 2Р            | 1Р            | 3Р            | 3Р            | 3Р            | -             | -             | 1Р            | 1/4           | 1Р    |       | 0 / 8  | 11-8           |
| Итог                         | 0 / 2         | 0 / 4         | 1 / 4         | 0 / 4         | 0 / 4         | 0 / 2         | 0 / 3         | 0 / 4         | 0 / 4         | 0 / 4 | 0 / 3 | 1 / 38 |                |
| В/П в сезоне                 | 2-2           | 0-4           | 15-3          | 9-4           | 2-4           | 3-2           | 2-3           | 6-4           | 10-4          | 7-4   | 2-3   |        | 58-37          |
| Олимпийские игры             |               |               |               |               |               |               |               |               |               |       |       |        |                |
| Летняя олимпиада             | НП            | 1Р            | Не проводился | Не проводился | Не проводился | Не проводился | 1Р            | НП            | НП            | 1Р    | НП    | 0 / 3  | 0-3            |
| Итоговые турниры             |               |               |               |               |               |               |               |               |               |       |       |        |                |
| Итоговый турнир WTA          | -             | -             | Гр            | -             | -             | НП            | -             | -             | -             | -     |       | 0 / 1  | 1-2            |
| Трофей элиты WTA             | -             | -             | -             | -             | -             | Не проводился | Не проводился | Не проводился | Гр            | НП    | НП    | 0 / 1  | 1-1            |
| Турниры WTA 1000             |               |               |               |               |               |               |               |               |               |       |       |        |                |
| Доха                         | ОС            | Ф             | ОС            | 2Р            | ОС            | 3Р            | ОС            | 1/2           | ОС            | 3Р    | Ф     | 0 / 6  | 17-6           |
| Дубай                        | -             | ОС            | 1Р            | ОС            | 1Р            | ОС            | 2Р            | ОС            | 3Р            | 3Р    | 1Р    | 0 / 6  | 5-6            |
| Индиан-Уэлс                  | -             | -             | 2Р            | 3Р            | 3Р            | НП            | 1/2           | 2Р            | 3Р            | 2Р    | 2Р    | 0 / 8  | 9-8            |
| Майами                       | -             | К             | 1Р            | Ф             | 2Р            | НП            | 3Р            | 2Р            | 4Р            | 3Р    | 2Р    | 0 / 8  | 10-8           |
| Мадрид                       | -             | 1Р            | -             | 1Р            | 2Р            | НП            | 2Р            | 1Р            | 3Р            | 4Р    | 2Р    | 0 / 8  | 5-8            |
| Рим                          | -             | 3Р            | 2Р            | 1/4           | 1Р            | 1Р            | 1/4           | 1Р            | 1/2           | 1/4   | 4Р    | 0 / 9  | 15-9           |
| Монреаль/Торонто             | -             | 1Р            | 1Р            | 1Р            | 3Р            | НП            | 1Р            | 2Р            | 1Р            | 3Р    |       | 0 / 8  | 4-8            |
| Цинциннати                   | -             | 2Р            | 1Р            | 1Р            | 1Р            | -             | 3Р            | 2Р            | 2Р            | 2Р    |       | 0 / 8  | 5-8            |
| Пекин                        | -             | 1Р            | 1/2           | 2Р            | 2Р            | Не проводился | Не проводился | Не проводился | 1/4           | -     |       | 0 / 5  | 7-5            |
| Гвадалахара                  | Не проводился | Не проводился | Не проводился | Не проводился | Не проводился | Не проводился | Не проводился | 3Р            | 3Р            | ОС    | ОС    | 0 / 2  | 3-2            |
| Ухань                        | -             | 1Р            | 1/2           | 1Р            | -             | Не проводился | Не проводился | Не проводился | Не проводился | -     |       | 0 / 3  | 3-3            |
| Итог                         | 0 / 0         | 0 / 7         | 0 / 8         | 0 / 9         | 0 / 8         | 0 / 2         | 0 / 7         | 0 / 8         | 0 / 9         | 0 / 8 | 0 / 6 | 0 / 72 |                |
| В/П в сезоне                 | 0-0           | 8-7           | 8-8           | 9-9           | 5-8           | 2-2           | 13-7          | 8-8           | 14-9          | 8-7   | 5-5   |        | 80-70          |

| Турнир                       | 2016          | 2017          | 2018          | 2019          | 2020          | 2021          | 2022          | 2023          | 2024  | 2025  | Итог   | В/П за карьеру |
| ---------------------------- | ------------- | ------------- | ------------- | ------------- | ------------- | ------------- | ------------- | ------------- | ----- | ----- | ------ | -------------- |
| Турниры Большого шлема       |               |               |               |               |               |               |               |               |       |       |        |                |
| Открытый чемпионат Австралии | 1Р            | 1Р            | 1Р            | 2Р            | 1/4           | 3Р            | 2Р            | 1Р            | Ф     | Ф     | 0 / 10 | 17-10          |
| Открытый чемпионат Франции   | 1Р            | 1Р            | 1Р            | 1/4           | 3Р            | 3Р            | 1/2           | 2Р            | 2Р    | 2Р    | 0 / 10 | 13-10          |
| Уимблдонский турнир          | 3Р            | 1Р            | 3Р            | 1Р            | НП            | 2Р            | 1/2           | 1Р            | 1/4   | Ф     | 0 / 9  | 16-7           |
| Открытый чемпионат США       | 2Р            | 1Р            | 1Р            | 1/4           | -             | -             | 3Р            | 2Р            | П     |       | 1 / 7  | 13-6           |
| Итог                         | 0 / 4         | 0 / 4         | 0 / 4         | 0 / 4         | 0 / 2         | 0 / 3         | 0 / 4         | 0 / 4         | 1 / 4 | 0 / 3 | 1 / 36 |                |
| В/П в сезоне                 | 3-4           | 0-4           | 2-3           | 6-4           | 5-2           | 5-2           | 11-4          | 2-4           | 15-3  | 11-2  |        | 59-32          |
| Олимпийские игры             |               |               |               |               |               |               |               |               |       |       |        |                |
| Летняя олимпиада             | -             | Не проводился | Не проводился | Не проводился | Не проводился | 1Р            | НП            | НП            | -     | НП    | 0 / 1  | 3-2            |
| Итоговые турниры             |               |               |               |               |               |               |               |               |       |       |        |                |
| Итоговый турнир WTA          | -             | -             | -             | -             | НП            | -             | 1/2           | -             | Гр    |       | 0 / 2  | 1-6            |
| Турниры WTA 1000             |               |               |               |               |               |               |               |               |       |       |        |                |
| Доха                         | -             | ОС            | П             | ОС            | Ф             | ОС            | 1Р            | ОС            | 1Р    | 2Р    | 1 / 5  | 9-4            |
| Дубай                        | ОС            | 1/4           | ОС            | 1/4           | ОС            | 1/4           | ОС            | 1/2           | 1/4   | Ф     | 0 / 6  | 12-6           |
| Индиан-Уэлс                  | -             | 1Р            | 1Р            | -             | НП            | 1/2           | 1Р            | 2Р            | 1/4   | 1/4   | 0 / 7  | 8-7            |
| Майами                       | -             | 1Р            | 1Р            | 1Р            | НП            | 1/4           | 2Р            | 1/4           | 1Р    | 1Р    | 0 / 8  | 4-8            |
| Мадрид                       | -             | 1Р            | -             | 1/2           | НП            | 1/2           | 1/2           | 1Р            | 1/4   | 1/2   | 0 / 7  | 14-7           |
| Рим                          | -             | 1Р            | 1/2           | 1Р            | 2Р            | 1Р            | 2Р            | 1/4           | 1/4   | 2Р    | 0 / 9  | 8-9            |
| Торонто / Монреаль           | 1Р            | 1/4           | 2Р            | 1Р            | НП            | 2Р            | 2Р            | 1/4           | 2Р    |       | 0 / 8  | 7-8            |
| Нью-Йорк / Цинциннати        | -             | 2Р            | 2Р            | 2Р            | -             | 2Р            | П             | 2Р            | 2Р    |       | 1 / 7  | 11-6           |
| Пекин                        | 1/4           | 1Р            | -             | Ф             | Не проводился | Не проводился | Не проводился | 1Р            | -     |       | 0 / 4  | 6-4            |
| Гвадалахара                  | Не проводился | Не проводился | Не проводился | Не проводился | Не проводился | Не проводился | 1/4           | -             | ОС    | ОС    | 0 / 1  | 2-1            |
| Ухань                        | 1Р            | -             | 2Р            | -             | Не проводился | Не проводился | Не проводился | Не проводился | -     |       | 0 / 2  | 1-2            |
| Итог                         | 0 / 3         | 0 / 8         | 1 / 7         | 0 / 7         | 0 / 2         | 0 / 7         | 1 / 8         | 0 / 8         | 0 / 8 | 0 / 6 | 2 / 64 |                |
| В/П в сезоне                 | 2-3           | 5-8           | 11-6          | 10-7          | 4-2           | 11-7          | 13-7          | 9-8           | 9-8   | 9-6   |        | 83-62          |

| Турнир                       | 2016  | 2017  | 2018  | 2019  | 2020  | 2021  | 2022  | 2023  | 2025  | Итог   | В/П за карьеру |
| ---------------------------- | ----- | ----- | ----- | ----- | ----- | ----- | ----- | ----- | ----- | ------ | -------------- |
| Турниры Большого шлема       |       |       |       |       |       |       |       |       |       |        |                |
| Открытый чемпионат Австралии | -     | -     | -     | -     | 2P    | 1P    | -     | 1/4   | 1P    | 0 / 4  | 3-3            |
| Открытый чемпионат Франции   | -     | 1P    | 1P    | -     | НП    | -     | -     | 1P    | -     | 0 / 3  | 0-3            |
| Уимблдонский турнир          | 1/2   | -     | -     | Ф     | НП    | -     | 1/4   | -     | 1Р    | 0 / 4  | 11-4           |
| Открытый чемпионат США       | 1Р    | 2Р    | -     | -     | НП    | -     | 1/4   | -     | -     | 0 / 3  | 3-3            |
| Итог                         | 0 / 2 | 0 / 2 | 0 / 1 | 0 / 1 | 0 / 1 | 0 / 1 | 0 / 2 | 0 / 2 | 0 / 2 | 0 / 14 |                |
| В/П в сезоне                 | 4-2   | 1-2   | 0-1   | 5-1   | 1-1   | 0-1   | 4-2   | 2-1   | 0-2   |        | 17-13          |

## История личных встреч
| Соперница              | Все матчи | Финалы |                   |
| ---------------------- | --------- | ------ | ----------------- |
| Арина Соболенко        | 0-0       | 0-0    | юниорские турниры |
| Арина Соболенко        | 1-3       | 1-0    | взрослые турниры  |
| Анастасия Севастова    | 0-0       | 0-0    | юниорские турниры |
| Анастасия Севастова    | 0-3       | 0-0    | взрослые турниры  |
| Ига Свёнтек            | 0-0       | 0-0    | юниорские турниры |
| Ига Свёнтек            | 6-0       | 0-0    | взрослые турниры  |
| Екатерина Александрова | 0-0       | 0-0    | юниорские турниры |
| Екатерина Александрова | 6-5       | 1-1    | взрослые турниры  |
| Каролина Плишкова      | 0-0       | 0-0    | юниорские турниры |
| Каролина Плишкова      | 6-5       | 0-0    | взрослые турниры  |
| Белинда Бенчич         | 2-3       | 0-0    | юниорские турниры |
| Белинда Бенчич         | 1-2       | 0-0    | взрослые турниры  |